# Гуго Антон Фішер
Гуго Антон Фішер (англ. Hugo Anton Fisher; нар. 1854, Кладно, Богемія, Австро-Угорщина — пом. 1916, Аламеда, США) — американський художник-пейзажист.
Його дід, батько та сини (Гуго Мелвіль і Гаріссон) були відомими художниками. Перші уроки живопису отримав від батька. У двадцять років емігрував до США, оселився в Нью-Йорку. 1886 року, разом з дружиною, переїхав до міста Аламеда (Каліфорнія). Плідно працює у власній студії у Сан-Франциско. Здебільшого це акварельні пейзажі місцевих околиць, боліт та річок. У 1894-1896 роках мешкав на Гаваях.
Роботи Гуго Фішера були дуже популярними, особливо, написані олією. Велика кількість творів художника загинуло при землетрусі 1906 року в  Сан-Франциско. Картини, які вціліли, є дуже цінними, мають великий попит серед колекціонерів. Так, одна з великих картин, написаних олією з видом Гаваїв на аукціоні Butterfields була продана майже за 40 000 американських доларів.

## Галерея
|  |  |  |